# Мельцер, Вальтер
Вальтер Мельцер (нем. Walter Melzer; 7 октября 1894 — 23 июня 1961) — немецкий офицер, участник Первой и Второй мировых войн, генерал пехоты, кавалер Рыцарского креста с Дубовыми листьями.

## Начало военной карьеры
В апреле 1914 года поступил на военную службу фанен-юнкером (кандидат в офицеры), в пехотный полк.

## Первая мировая война
С июня 1915 года — лейтенант. За время войны награждён Железными крестами обеих степеней.

## Между мировыми войнами
Продолжил службу в рейхсвере. К началу Второй мировой войны — командир пехотного полка, подполковник.

## Вторая мировая война
В сентябре — октябре 1939 года — участвовал в Польской кампании, награждён планками к Железным крестам обеих степеней (повторное награждение).
В мае — июне 1940 года — участвовал во Французской кампании. С августа 1940 года — полковник.
С 22 июня 1941 года — участвовал в германо-советской войне. В августе 1941 года — награждён Рыцарским крестом.
С декабря 1942 года — командир 252-й пехотной дивизии.
В феврале 1943 года — награждён Золотым немецким крестом. С февраля 1943 года — генерал-майор, с августа 1943 года — генерал-лейтенант.
В августе 1944 года — награждён Дубовыми листьями к Рыцарскому кресту. С октября 1944 года — командующий 23-м армейским корпусом.
С 30 января 1945 года — в звании генерал пехоты.

## Награды
- Железный крест 2-го класса (9 августа 1915) (Королевство Пруссия)
- Железный крест 1-го класса (10 марта 1918)
- Орден Альбрехта рыцарский крест 2-го класса с мечами (Королевство Саксония)
- Нагрудный знак «За ранение» (1918) чёрный (Германская империя)
- Почётный крест Первой мировой войны 1914/1918 с мечами
- Пряжка к Железному кресту 2-го класса (16 сентября 1939)
- Пряжка к Железному кресту 1-го класса (3 октября 1939)
- Медаль «За зимнюю кампанию на Востоке 1941/42»
- Немецкий крест в золоте (11 февраля 1943)
- Рыцарский крест Железного креста с дубовыми листьями
  - рыцарский крест (21 августа 1941)
  - дубовые листья (№ 558) (23 августа 1944)